# Tanja Kummer
Tanja Kummer (* 3. Mai 1976 in Frauenfeld) ist eine Schweizer Schriftstellerin. Sie lebt in Kloten.

## Leben
Tanja Kummer machte eine Ausbildung zur Buchhändlerin, besuchte die Journalistenschule St. Gallen und absolvierte die Ausbildung zur Erwachsenenbildnerin. Sie publiziert seit 1997 Gedichte und Kurzgeschichten. Ihr erster Lyrikband, vermutlich vollmond, wurde im Ivo Ledergerber Verlag veröffentlicht. 2015 erschien der erste Roman sicher ist sicher ist sicher, der sich mit Zwangsstörungen auseinandersetzte. Kummer arbeitete bei Viva Swizz Music Television, beim Schweizer Fernsehen und bei Radio SRF 3. Mit der Jodlerin Christine Lauterburg und dem Musiker Dide Marfurt stand sie mit dem Programm «vergiiget, verjuchzet, verzapft» auf der Bühne.

## Auszeichnungen
- Aufenthaltsstipendium am Literarischen Colloquium in Berlin[3]
- Lyrikpreis der Stadt Winterthur[3]
- Förderbeitrag des Kantons Thurgau für die Arbeit am Roman sicher ist sicher ist sicher[7]
- Werkbeitrag der Pro Helvetia für die Arbeit am Roman sicher ist sicher ist sicher[7]

## Werke
- Vermutlich Vollmond. Ledergerber, St. Gallen 1997, ISBN 3-906771-12-1.
- Unverbindlich. Lyrik. Zytglogge, Gümligen 2002, ISBN 3-7296-0635-2.
- Platzen vor Glück. Kurzgeschichten. Zytglogge, Oberhofen 2006, ISBN 978-3-7296-0708-8.
- Wäre doch gelacht. Erzählungen. Zytglogge, Oberhofen 2009, ISBN 978-3-7296-0785-9.
- Der Weltenbezwinger. Roman. Kalidor, Schönefeld 2011, ISBN 978-3-937817-13-2.
- Alles Gute aus dem Thurgau. Knapp, Olten 2013, ISBN 978-3-905848-84-7.
- Drei Weihnachtswünsche. Gut, Zürich 2015, ISBN 978-3-85717-227-4.
- Sicher ist sicher ist sicher. Roman. Zytglogge, Basel 2015, ISBN 978-3-7296-0897-9.
- Are you tough enough? In: Mitra Devi, Petra Ivanov: Mord in Switzerland, Band 2. Appenzeller Verlag, Schwellbrunn 2016, ISBN 978-3-85882-736-4, S. 57–72.
- Cat Cat. Arisverlag, Embrach, 2018, ISBN 978-3-9524654-9-3.
- Anna und die Nacht. Baeschlin, Glarus 2019, ISBN 978-3-85546-353-4.
- Bigoscht. Gschichte & Gedicht. Arisverlag, Embrach 2020, ISBN 978-3-907238-12-7.
- Luna, wie entsteht ein Buch? Baeschlin Verlag, Glarus 2022, ISBN 978-3-03893-034-1.
- Jetzt kommt Luna! Baeschlin Verlag, Glarus 2023, ISBN 978-3-03893-078-5.